# Пис, Хизер
Хизер Мэри Пис (англ. Heather Mary Peace; род. 16 июня 1975, Брадфорд, Уэст-Йоркшир) — британская актриса и певица.

## Биография
Хизер Пис родилась 16 июня 1975 года в городе Брадфорд, Уэст-Йоркшир, Великобритания. Имеет литовское происхождение со стороны матери. Хизер решила стать актрисой в раннем возрасте и благодарна своим родителям за поддержку, которую они оказали ей для достижения этой цели. Она изучала актёрское мастерство в Манчестерском Политехническом Университете, где получила степень бакалавра. Её первой ролью была Элиза Дулитл в театре Харрогейт. На телевидении же её первой ролью стала Энн Каллен в сериале «Emmerdale Farm».

## Музыкальная Карьера
Хизер всегда имела страсть к музыке. Она начала учиться игре на фортепиано в возрасте 6 лет и начала петь и писать музыку в раннем возрасте. Она также подписала контракт с лейблом BMG Саймона Коуэлла, выпустив в 2000 году кавер-версию на песню «The Rose», которая была исполнена в сериале «London’s Burning».
Она записала дебютный джазовый альбом Fairytales с продюсером Найджелом Райтом. После выхода 21 мая 2012 года альбом достиг № 43 в UK Albums Chart и № 9 в независимом чарте альбомов, при поддержке тура по Британии.
В 2013 году она выпустила специальное издание своего дебютного альбома Fairytales и новый сингл «Fight For (Jack Guy remix)».
9 июня 2014 года состоялся релиз второго альбома The Thin Line, первым синглом стала песня «We Can Change».

## Личная жизнь
Совершила каминг-аут как лесбиянка в 19 лет.
С 13 декабря 2014 года Хизер жената на Элли Дикинсон, с которой она заключила однополое партнёрство за 15 месяцев до их свадьбы. У пары есть дочь Энни Мэри Пис (род.17.04.2015), которую родила Дикинсон. 30 января 2017 в своем инстаграм Хизер объявила, что находится на 20 неделе беременности, пара ожидает близнецов. 2 июня 2017 года родила дочерей Джесси и Лолу.
Сейчас актриса проживает в Брайтоне, Великобритания.
Единственная женщина, дважды появившаяся на обложке британского журнала «Diva» в течение шести месяцев.

## Фильмография
| Год       |   | Русское название          | Оригинальное название  | Роль                                                      |
| --------- | - | ------------------------- | ---------------------- | --------------------------------------------------------- |
| 1996      | с | Ферма Эммердейл           | Emmerdale Farm         | Энн Каллен                                                |
| 1997      | с | Чисто английское убийство | The Bill               | Джози Кларк                                               |
| 1997      | с | Зона опасности            | Dangerfield            | Девушка в пабе                                            |
| 1998      | с | Лондон горит              | London's Burning       | Салли Филдс                                               |
| 2001      | ф | Дорога грома              | Thunder Road           | Соня                                                      |
| 2002—2020 | с | Холби Сити                | Holby City             | Детектив Сержант Карен Тэйт / Джина Уилсон / Алекс Доусон |
| 2003—2015 | с | Врачи                     | Doctors                | Эмили Шепард / Лиза Раш / Джэки Саммерс / Клэр Фримен     |
| 2003      | ф | Корабль Призрак 2         | The Devil's Tattoo     | Иона                                                      |
| 2003      | с | Там, где сердце           | Where the Heart Is     | Сьюзан                                                    |
| 2004      | с | Спуститься на землю       | Down to Earth          | Никола                                                    |
| 2005—2006 | с | Элита спецназа            | Ultimate Force         | Сержант Бекка Галахер                                     |
| 2006      | с | Катастрофа                | Casualty               | Вив Чэллонер                                              |
| 2006      | с | Майо                      | Mayo                   | Элли Уотерстоун                                           |
| 2006—2007 | с | Погоня                    | The Chase              | Фиона Джонс                                               |
| 2007      | ф | Сочувствие                | Empathy                | Детектив Сержант Джо Кэвэна                               |
| 2008      | с | Улица Коронации           | Coronation Street      | Эли                                                       |
| 2008      | с | Биение сердца             | Heartbeat              | Джанет Барр                                               |
| 2009      | с | Жестокое убийство         | Blue Murder            | Салли Джоуэлл                                             |
| 2009      | ф | 31 Норд 62 Ист            | 31 North 62 East       | Джилл / Кимберли Мэндельсон                               |
| 2010—2012 | с | Пустые слова              | Lip Service            | Детектив Сержант Сэм Мюррей                               |
| 2010      | с | Обвиняемые                | Accused                | Полицейский Констебль Лоусон                              |
| 2011      | ф | Тюремщик                  | Screwed                | Чарли                                                     |
| 2012—2014 | с | Улица Ватерлоо            | Waterloo Road          | Никки Бостон                                              |
| 2014      | с | Жертва                    | Prey                   | Эби Фэрроу                                                |
| 2015      | ф | Не отпускай               | Never let go           | Джанетт Барроуз                                           |
| 2016      | с | Коронер                   | The Coroner            | Крисси Вудворд                                            |
| 2019      | с | Безмолвный свидетель      | Silent Witness         | Кэри Мерфи                                                |
| 2021      | ф | Призраки локдауна         | The Lockdown Hauntings | Рейчел Паркер                                             |
| 2021—2022 | с | Жители Ист-Энда           | EastEnders             | Ив Унвин                                                  |

## Дискография

### Альбомы
- Fairytales (20.05.2012)
- The Thin Line (09.06.2014)
- Hey Mayhem (12.10.2018)
- Who Knew (27.06.2020)
- This Love (15.04.2022)

### Мини-Альбомы
- Come Home (08.04.2016)

### Live-Альбомы
- Live at The Jazz Cafe (27.10.2013)
- Live in Brighton (31.11.2014)

### Синглы
- The Rose (2000)
- Better Than You (2012)
- Fight For (Jack Guy Remix) (2013)
- We Can Change (2014)
- Lightbulb (2016)
- Never Wanna Let It Go (2022)